# خیابان وحید دستگردی
خیابان وحید دستگردی (نام پیشین:خیابان ظفر) یکی از خیابان‌های شمیران، در منطقه ۳ شهرداری تهران است. این خیابان که جهتی شرقی - غربی دارد از سمت غرب به خیابان ولی‌عصر و از سمت شرق به خیابان شریعتی منتهی می‌شود. این خیابان به موازات و در شمال بلوار میرداماد واقع شده‌است.

## ورودی‌ها و برخوردگاه‌ها
برخوردگاه‌های مهم خیابان وحید دستگردی به قرار زیر است:
| از شرق به غرب                | از شرق به غرب | از شرق به غرب |
| ---------------------------- | ------------- | ------------- |
| خیابان شریعتی                |               |               |
| خیابان بهروز                 |               |               |
| خیابان دکتر مصدق (نفت شمالی) |               |               |
| خیابان فرید افشار            |               |               |
| بزرگراه شهید مدرس            |               |               |
| بزرگراه آفریقا               |               |               |
| خیابان ولی‌عصر                |               |               |
| از غرب به شرق                |               |               |